# Star Wars: Empire at War
Star Wars: Empire at War – gra komputerowa typu RTS osadzona w realiach świata Gwiezdnych wojen. Wydana została przez LucasArts w 2006 roku, polskim dystrybutorem jest Licomp Empik Multimedia.
Gra pozwala na toczenie walk w przestrzeni kosmicznej i na powierzchni planet. Gracz może kontrolować siły Rebelii lub Imperium Galaktycznego. Trzecią frakcją są kontrolowani przez komputer piraci. W grze pojawiają się jednostki wojskowe oraz bohaterowie znani z filmów i innych materiałów związanych ze światem Star Wars. Część jednostek wymyślono na potrzeby gry.
Gra doczekała się dodatku o nazwie Star Wars: Empire at War: Forces of Corruption.

## Lokalizacja
Empire at War to pierwsza w pełni spolonizowana gra komputerowa ze świata Gwiezdnych wojen – przetłumaczono nie tylko elementy pisane, ale i ścieżkę dialogową. Autorem tłumaczenia jest Licomp Empik Multimedia, który powtórzył manewr w przypadku gry Star Wars: The Clone Wars – Republic Heroes. Z powodu, iż (zgodnie ze strategią LEM) prawa autorskie do polskiej translacji posiada wydawca, nie zaś LucasArts - gra w polskiej wersji językowej nie jest dostępna na Steam, gdyż LucasArts i Disney nie posiadają do niej autorskich praw majątkowych. 

## Tryby gry
Gra Star Wars: Empire at War oferuje trzy główne tryby rozgrywki dla pojedynczego gracza: kampania, potyczka oraz podbój galaktyki. Możliwa jest także gra wieloosobowa przez internet lub w sieci lokalnej.

## Planety
W grze Empire at War występują 44 różne planety. Większość z nich posiada własną mapę taktyczną lądową, zaś wszystkie kosmiczną. Na mapach taktycznych toczone są poszczególne bitwy. Frakcje kontrolujące dane planety otrzymują pewne premie (przykładowo Imperium kontrolujące Kuat może budować Gwiezdne Niszczyciele typu Imperial z 20% redukcją kosztów). Na większości planet występują rodowici mieszkańcy, którzy mogą w czasie bitwy naziemnej wspierać zbrojnie jedną z frakcji. Dodatkowo oddziały mogą być atakowane przez okazy miejscowej fauny.